# Hudson-Formel

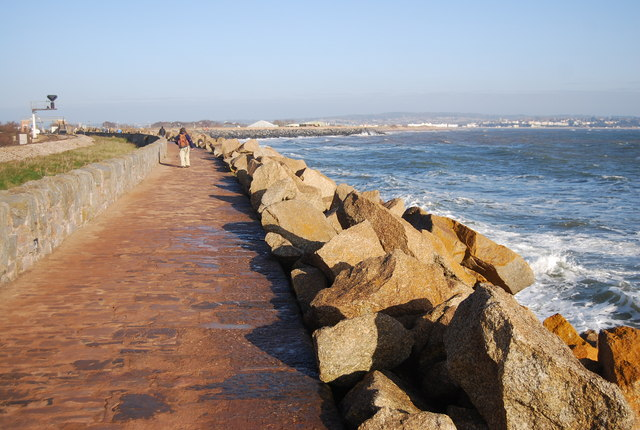
Uferbefestigung mit großen Wasserbausteinen

Die Hudson-Formel ist eine im Wasserbau und Küsteningenieurwesen angewendete und empirisch hergeleitete Gleichung für die Berechnung von Deckwerken. Die Formel wurde in den 1940er und 1950er Jahren mit Hilfe einer Serien von Experimenten an der Forschungseinrichtung „Waterways Experiment Station“ des United States Army Corps of Engineers in Vicksburg, Mississippi hergeleitet.

## Formel
Mit Hilfe der Hudson-Formel kann die erforderliche Masse {\displaystyle \textstyle G} eines Steins in Kilogramm in einem Deckwerk in Abhängigkeit von der Bemessungswellenhöhe {\displaystyle \textstyle H_{Bem}} in Meter (in der Regel die signifikante Wellenhöhe) ermittelt werden, sodass das Deckwerk beim Angriff dieser Wellenhöhe keinen Schaden erleidet. Weitere Parameter in der Gleichung sind die Dichte des Steinmaterials {\displaystyle \textstyle \rho _{s}} und des Wassers {\displaystyle \textstyle \rho _{w}} (jeweils in Kilogramm pro Kubikmeter), die Neigung der Uferböschung {\displaystyle \textstyle \alpha }, sowie ein dimensionsloser, empirisch ermittelter Faktor {\displaystyle \textstyle k_{D}} der Steinform, Steinmaterial und die Wellenform berücksichtigt.
{\displaystyle G={\frac {\rho _{s}\cdot {H_{Bem}}^{3}}{k_{D}\cdot {\left({\frac {\rho _{s}}{\rho _{w}}}-1\right)}^{3}\cdot \cot \alpha }}}